# Escrignelles
Escrignelles ist eine französische Gemeinde mit 57 Einwohnern (Stand: 1. Januar 2022) im Département Loiret in der Region Centre-Val de Loire. Sie gehört zum Arrondissement Montargis und ist Teil des Kantons Gien. Die Einwohner werden Escrignellois genannt.

## Geografie
Escrignelles liegt etwa 75 Kilometer ostsüdöstlich von Orléans. Nachbargemeinden von Escrignelles sind Adon im Norden und Nordwesten, Feins-en-Gâtinais im Norden, Rogny-les-Sept-Écluses im Osten und Nordosten, Ouzouer-sur-Trézée im Süden, Osten und Westen sowie La Bussière im Westen und Nordwesten.

## Bevölkerungsentwicklung
| Jahr                       | 1962 | 1968 | 1975 | 1982 | 1990 | 1999 | 2006 | 2018 |
| Einwohner                  | 121  | 112  | 86   | 85   | 83   | 78   | 73   | 51   |
| Quellen: Cassini und INSEE |      |      |      |      |      |      |      |      |

## Sehenswürdigkeiten
- Kirche Notre-Dame aus dem Jahre 1633

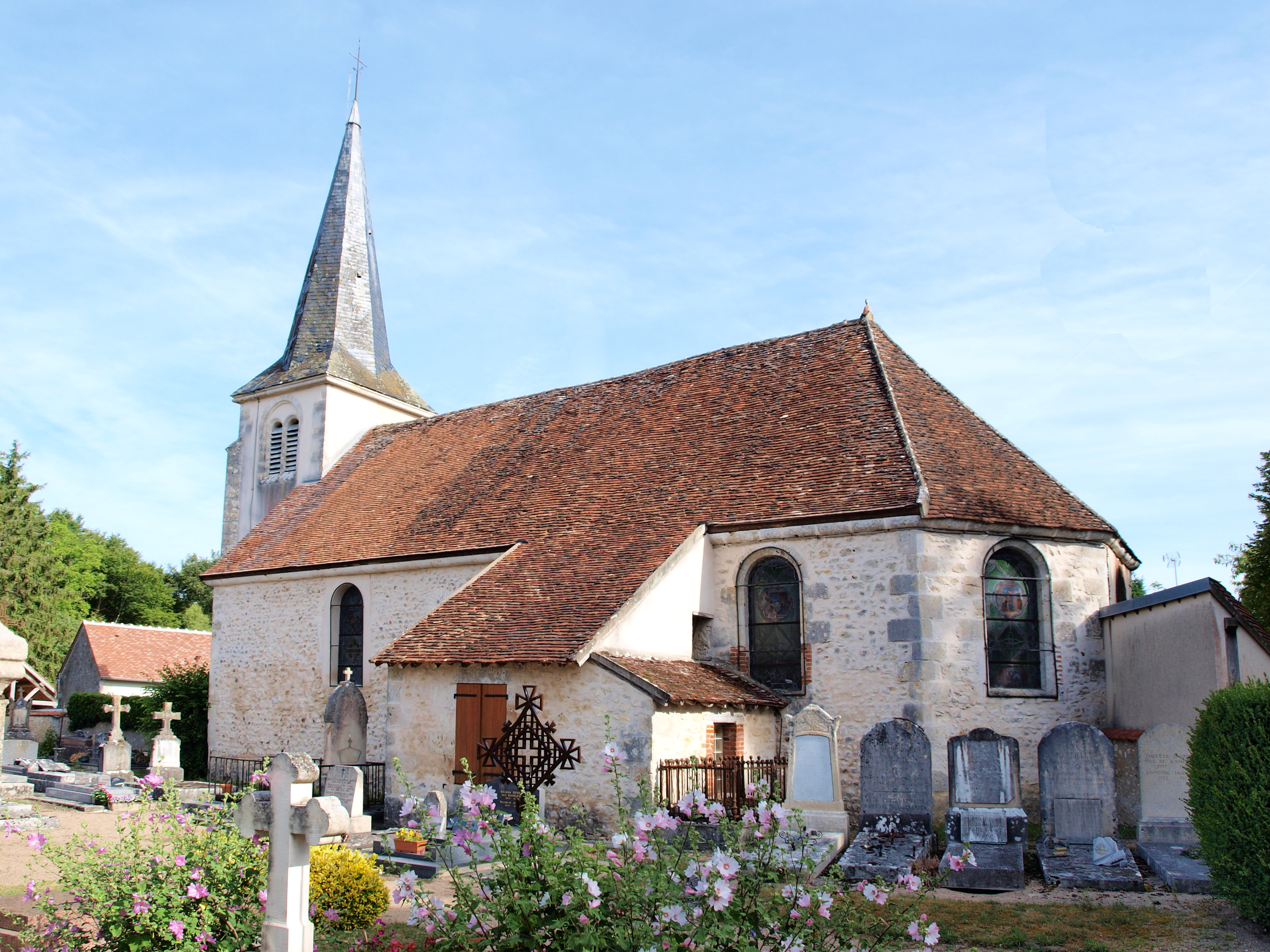
Kirche Notre-Dame

## Persönlichkeiten
- Xavier Deniau (1923–2011), Politiker,  Bürgermeister von Escrignelles (1965–2001)